# Huset vid 92:dra gatan
Huset vid 92:dra gatan (engelska: The House on 92nd Street) är en amerikansk spionfilm från 1945 i regi av Henry Hathaway. I huvudrollerna ses William Eythe, Lloyd Nolan och Signe Hasso.

## Rollista i urval
- William Eythe - Bill Dietrich (baserad på dubbelagenten William G. Sebold)
- Lloyd Nolan - George A. Briggs, FBI-agent
- Signe Hasso - Elsa Gebhardt (baserad på spionen Lilly Stein)
- Gene Lockhart - Charles Ogden Roper (baserad på spionen Herman Lang)
- Leo G. Carroll - överste Hammersohn (inspirerad av kapten Fritz Joubert Duquesne)
- Lydia St. Clair - Johanna Schmidt
- William Post Jr. - Walker
- Harry Bellaver - Max Cobura, en av Gebhardts spioner
- Bruno Wick - Adolf Lange, ägare av bokhandel
- Harro Meller - Conrad Arnulf, en av Gebhardts agenter
- Charles Wagenheim - Gustav Hausmann
- Alfred Linder - Adolf Klein
- Renee Carson - Luise Vadja
- E.G. Marshall - personal på bårhus
- Elisabeth Neumann-Viertel - Freda Kassel

## Nomineringar och utmärkelser
Filmen mottog en Oscar för bästa berättelse.